# Pobarica
Pobarica (lat. Elatine), biljni rod vodenog jednogodišnjeg bilja iz porodice pobaričina. To je kozmopolitski rod raširen po svim kontinentima, uključujući i Australiju. 
Od 29 vrsta, u Hrvatskoj rastu četiri.

## Vrste
1. Elatine alsinastrum L., pršljenasta pobarica
2. Elatine ambigua Wight
3. Elatine americana (Pursh) Arn.
4. Elatine brachysperma A.Gray
5. Elatine brochonii Clavaud
6. Elatine californica A.Gray
7. Elatine ecuadoriensis Molau
8. Elatine fassettiana Steyerm.
9. Elatine fauquei Monod
10. Elatine gratioloides A.Cunn.
11. Elatine gussonei (Sommier) Brullo, Lanfr., Pavone & Ronsisv.
12. Elatine heterandra H.Mason
13. Elatine hexandra (Lapierre) DC., šestoprašnička pobarica
14. Elatine hungarica Moesz
15. Elatine hydropiper L., četvorna pobarica
16. Elatine lindbergii Rohrb.
17. Elatine lorentziana Hunz.
18. Elatine macrocalyx Albr.
19. Elatine macropoda Guss.
20. Elatine madagascariensis H.Perrier
21. Elatine major A.Braun
22. Elatine minima (Nutt.) Fisch. & C.A.Mey.
23. Elatine ojibwayensis Garneau
24. Elatine orthosperma Düben
25. Elatine paramoana Schmidt-M. & Bernal
26. Elatine peruviana Baehni & J.F.Macbr.
27. Elatine rotundifolia Laegaard
28. Elatine rubella Rydb.
29. Elatine triandra Schkuhr, troprašnička pobarica

## Sinonimi
- Alsinastrum Font Quer; Fl. Española 2: 265 (1762)
- Birolia Bellardi; Mem. Acad. Turin, Ser. I. 18: 403, t. 11 (1808)
- Crypta Nutt.; J. Acad. Philad. 1: 117, t. 6 (1817)
- Cryptina Raf.; Am. Monthly Mag. 192 (1819)
- Elatinella Opiz; Seznam, 39 (1852)
- Elatinopsis Clavaud; Act. Linn. Soc. Bord. 38: 70 (1884)
- Hydropiper Buxb. ex Fourr.; Ann. Soc. L. Lyon, N. S. xvl. 349 (1868)
- Ilyphilos Lunell; Am. Midl. Nat. 4: 477: (1916)
- Potamopitys J.C.Buxb. ex Adans.; Fam. Pl. 2: 256 (1763)
- Rhizium Dulac; Fl. Hautes-Pyr. 243 (1867)
- Willisellus Gray; Nat. Arr. Brit. Pl. 2: 736 (1821)